# Chlorolydella glauca
Chlorolydella glauca är en tvåvingeart som först beskrevs av Karsch 1886.  Chlorolydella glauca ingår i släktet Chlorolydella och familjen parasitflugor. Inga underarter finns listade i Catalogue of Life.